# Плющев, Александр Владимирович
Алекса́ндр Влади́мирович Плю́щев (род. 16 сентября 1972, Москва) — российский журналист, деятель Рунета, блогер, стример, радио- и телеведущий. С 1994 по 2022 год являлся сотрудником радиостанции «Эхо Москвы», где вёл авторские и новостные программы. В настоящее время занимается развитием собственного новостного и общественно-политического YouTube-канала The Breakfast Show.
В качестве блогера специализируется на тенденциях развития Интернета в деловом, социальном, гражданском и, в меньшей степени, технологическом аспектах. Изредка снимается в кино и озвучивает мультфильмы.

## Биография
Александр Плющев родился в 1972 году в Москве, в семье служащих. С 1979 по 1989 год учился в московской школе № 751 на Таймырской улице. Поступил на факультет химической технологии силикатов Московского химико-технологического института, обучение не завершил.

### Журналист
Во время учёбы в вузе работал в институтской газете «Менделеевец» и возглавлял молодёжную редакцию. В редакции «Менделеевца» познакомился со студентом МХТИ и парламентским корреспондентом «Эха Москвы» Дмитрием Пинскером, по совету которого оказался на радиостанции.
С февраля 1994 года Плющев стал вести новости на радиостанции «Эхо Москвы». Поначалу Александру доверяли в основном ночные эфиры, из-за «не дикторского» тембра голоса, но затем Алексей Венедиктов, став директором службы информации, перевёл молодого сотрудника на дневное вещание.
Благодаря Петру Марченко с 1997 по 1999 год работал редактором, а затем шеф-редактором утренних новостей в телекомпании НТВ, продолжая при этом трудиться на полставки в «Эхе». Заявлял, что

Спустя два года, отчаявшись понять, чего от меня хотят, ушёл с НТВ… Полностью вернулся на «Эхо Москвы», и это, пожалуй, единственная вещь, которой я обязан сам себе.
— Александр Плющев
30 марта 1998 года Плющев начал вести на «Эхе Москвы» собственную программу «ЭхоNet», посвящённую Интернету. Первое время вёл её совместно с Глебом Егоровичем Сеткиным (псевдоним Дениса Коломейцева). «ЭхоNet» стала лауреатом Национальной премии Попова в области радиовещания за 1999 год в номинации «Лучшая спецпрограмма» и лауреатом «Национальной интернет-премии» за 2001 год в номинации «Интернет в традиционных СМИ».
С мая 1999 года Плющев вёл колонку «Сайт дня» в «Ведомостях» по приглашению заместителя главного редактора издания Александра Гордеева. В 2004 году колонка победила в конкурсе на лучшую газетную публикацию «Коммуникационные технологии на постсоветском пространстве». 30 октября 2009 года «Сайт дня» — самое старое интернет-обозрение в российской печати, выходившее более десяти лет, — решением Плющева было закрыто.
С октября 2001 года Александр Плющев и Дмитрий Борисов вели на «Эхе Москвы» музыкальную шестичасовую ночную программу «Серебро», впоследствии переименованную в «Аргентум». После ухода Борисова до начала 2008 года Плющев вёл передачу один или с Ларисой Ясногородской.
До 2003 года работал заместителем шеф-редактора «Аксель Шпрингер Раша». В 2003—2004 годах — заместитель шеф-редактора журнала «Русский Newsweek». C июня 2004 по март 2005 года — шеф-редактор интернет-издания Lenta.ru. С 2006 по 2011 год вёл передачу «Вести.net» на телеканале «Россия-24».
С апреля 2008 года вёл на радио «Эхо Москвы» программу «Точка». В 2009 году был колумнистом программы «Инфомания» на телеканале СТС.
В конце 2010 — начале 2011 года сделал серию интервью с деятелями рунета для телеканала ITV под рубрикой «Раздвоение личности».
С сентября 2011 года Плющев сотрудничал с информагентством «РИА Новости», для которого сделал цикл интервью «Эти Ваши Интернеты» с российскими и зарубежными интернет-деятелями. Агентство предложило Плющеву отправиться на 3 года в Калифорнию, в Кремниевую долину, и Александр ответил согласием. Однако проект не состоялся, и в мае 2012 года Плющев покинул «РИА Новости», снова «полностью вернувшись» на «Эхо Москвы».
С 29 сентября 2012 года совместно с Павлом Кушелевым, Игорем Игрицким и Андреем Подшибякиным вёл интернет-шоу «Star’цы Live» на Games-TV. В 2013—2015 годах работал на SEOPult TV в качестве интервьюера различных российских интернет-деятелей в программе «Удельный вес».
5 ноября 2014 года по поводу гибели зампреда Внешэкономбанка Александра Иванова, сына главы Администрации Президента РФ Сергея Иванова, Плющев в своём твит-аккаунте опубликовал комментарий-вопрос: «Считаете ли вы гибель сына Иванова, некогда сбившего старушку и засудившего её зятя, доказательством существования Бога/высшей справедливости?». Через несколько часов Плющев удалил этот твит и принёс извинения. Несколькими днями ранее в эфире программы «Своими глазами» о событиях на Украине, которую вёл Плющев, руководством холдинга было усмотрено «оправдание военных преступлений», за что «Эхо Москвы» получило предупреждение Роскомнадзора. В связи с «игнорированием норм профессиональной журналистской этики» 6 ноября был уволен из «Эха Москвы» по решению председателя совета директоров холдинга «Газпром-медиа» Михаила Лесина, в обход главного редактора Алексея Венедиктова. Венедиктов посчитал приказ об увольнении «юридически ничтожным» и был намерен оспаривать его в суде как противоречащий уставу ЗАО «Эхо Москвы». 20 ноября по договорённости Венедиктова и Лесина приказ об увольнении был отменён, Плющев восстановлен на работе.
В разные годы вёл на «Эхе Москвы» авторскую программу «Один», был ведущим в программах «Попутчики» (с Дмитрием Борисовым), «Рикошет», «Утренний разворот» и «Дневной разворот» (с Еленой Ляховской, Татьяной Фельгенгауэр). До закрытия «Эха Москвы» в феврале 2022 года вёл программу «Точка» совместно с Сергеем Оселедько, а также «Утренний разворот» с Ириной Воробьевой.
С августа 2022 года по июнь 2023 года вёл (совместно с Татьяной Фельгенгауэр и Ольгой Тихомировой) ежедневную программу «DW Новости Шоу» на YouTube-канале Deutsche Welle на русском.
21 октября 2022 года Министерством юстиции России внесён в список физических лиц «иностранных агентов».

### Блогер
С начала 2000-х годов Александр Плющев активно участвовал в Живом журнале, где вёл блоги «plushev», «echonet» и «liveargentum». 17 апреля 2006 года зарегистрировал ресурс plushev.com, ставший его основным персональным сайтом.
Обобщил свой опыт исследователя Интернета, выпустив в мае 2007 года путеводитель по Интернету «Полный Плющев: Интернет на каждый день».
С апреля 2019 года по январь 2023 года вёл стримы совместно с блогером, журналистом Майклом Наки.
После закрытия в марте 2022 года «Эха Москвы» Плющев развивает собственный новостной и общественно-политический YouTube-канал The Breakfast Show.  
8 ноября 2023 года было запущено интернет-радио и мобильное приложение, объединяющее как собственный контент The Breakfast Show, так и других популярных новостных и общественно-политических YouTube-каналов в единый аудиопоток. Среди транслируемых каналы Матвея Ганапольского, Владимира Милова, издания "Медиазона", "Разворот" и другие. 

### Мероприятия
Александр Плющев периодически выступает в качестве ведущего или организатора мероприятий, связанных с интернет-тематикой. Состоял в международном жюри конкурса блогов The BOBs в 2007, 2011 и 2012 годах. Совместно с информационно-аналитическим агентством «К2Капитал» являлся соучредителем «Премии Александра Плющева», которая вручалась в 2009 году интернет-стартапам.
В 2010 году выступил автором идеи, главным продюсером рекламной кампании и, вместе с Тиной Канделаки, соведущим торжественной церемонии «Премии Рунета-2010». В 2014 году был ведущим церемонии вручения премии имени Эдварда Сноудена в сфере интернет-медиа.
С 2015 года регулярно проводит церемонии вручения «Вики-премий». Последовательно поддерживает движение Викимедиа, посвящая Википедии авторские программы на «Эхе Москвы», беседуя в эфире с википедистами, публикуя фото своего авторства под свободными лицензиями.
В ноябре 2017 года провёл торжественную церемонию по случаю 5-летия Роскомсвободы.

### Эмиграция
С 2022 года проживает с семьей в Вильнюсе.

## Семья
Жена — Валерия Плющева. До марта 2022 года — продюсер дирекции информационных программ «Первого канала». Дочь Варвара (род. 4 октября 1999).

## Награды
- 1999 — национальная премия Попова («Лучшая спецпрограмма»).
- 2001 — национальная интернет-премия (категория «Интернет в традиционных СМИ»).
- 5 июня 2001 года назван лучшим сетевым журналистом по итогам конкурса «Russian Online Top»[2].
- 2001 — «Журналист года» на РОТОР[46].
- 2002 — второе место в «Журналист года» на РОТОР.
- 2003 — «Журналист года» на РОТОР[47].
- 2004 — победитель конкурса статей «Коммуникационные технологии на постсоветском пространстве: от идеи до внедрения».
- 2005 — лауреат всероссийского конкурса статей «Высокие технологии: истоки, сегодняшний день, перспективы»[2].

## Кинематограф
Александр Плющев изредка снимается в кино и принимает участие в озвучивании мультфильмов.
Фильмография
| Год  |   | Название  | Роль            |
| ---- | - | --------- | --------------- |
| 2011 | ф | Вдребезги | Дандурей        |
| 2018 | ф | Черновик  | Пётр Николаевич |

Озвучивание мультфильмов
| Год  |    | Название              | Роль                                    |
| ---- | -- | --------------------- | --------------------------------------- |
| 2012 | мф | Сказ хотанского ковра | Ёжик и один из зайцев                   |
| 2016 | мс | Поросёнок             | Радиоведущий (4 серия «Морская свинка») |
| 2019 | мс | Простоквашино         | Слон (16 серия)                         |